# Ida Martha Metcalf
Ida Martha Metcalf (* 26. August 1857 in Texas, Vereinigte Staaten; † 24. Oktober 1952 in Northampton) war eine US-amerikanische Mathematikerin. Sie erwarb 1893 als erste Frau an der Cornell University und als zweite Amerikanerin einen Doktortitel in Mathematik.

## Leben und Werk
Metcalf zog nach dem Tod ihres Vaters mit ihrer Mutter und ihren Geschwistern von Texas nach Neuengland. 1870 lebte sie in Massachusetts, wo sie viele Jahre in der Schule unterrichtete. 1883 begann sie an der Boston University zu studieren und erhielt 1886 einen Bachelor in Philosophie. Von 1888 bis 1889 studierte sie an der Cornell University und erwarb einen Master in Mathematik. Nachdem sie an der Bryn Mawr School in Baltimore unterrichtet hatte, kehrte sie nach Cornell zurück und promovierte dort 1893 bei James Edward Oliver mit magna cum laude mit der Dissertation: Geometric Duality in Space. Danach unterrichtete sie viele Jahre an High-Schools, arbeitete in verschiedenen Finanzunternehmen und als Prüferin für den öffentlichen Dienst. Von 1912 bis 1921 arbeitete sie als Statistikerin im Finanzministerium von New York City. 1930 lebte sie in Jamestown, Rhode Island, und arbeitete bis 1939 zeitweise im öffentlichen Dienst. Beginnend mit dem Ausbruch einer schweren Krankheit im Jahr 1948 lebte sie bis zu ihrem Tod in Pflegeheimen.

## Abschlussarbeiten
- 1886 The origin and development of styles of architecture. PhB thesis, Boston University.
- 1889 The theory of illumination by reflected and refracted light. MS thesis, Cornell University, Handwritten.
- 1893 Geometric duality in space. PhD dissertation, Cornell University, Printed by E. D. Norton, Ithaca, NY.